# Грос Ниндорф (Холштајн)
Грос Ниндорф (њем. Groß Niendorf) општина је у њемачкој савезној држави Шлезвиг-Холштајн. Једно је од 95 општинских средишта округа Зегеберг. Према процјени из 2010. у општини је живјело 663 становника. Посједује регионалну шифру (AGS) 1060029.

## Географски и демографски подаци
Грос Ниндорф се налази у савезној држави Шлезвиг-Холштајн у округу Зегеберг. Општина се налази на надморској висини од 35 метара. Површина општине износи 10,7 km². У самом мјесту је, према процјени из 2010. године, живјело 663 становника. Просјечна густина становништва износи 62 становника/km².